# Еміль Шепе
Еміль Шепе (нім. Emil Schäpe; 10 жовтня 1890, Ельбінг — 7 січня 1925, Леррах) — німецький льотчик-ас, віцефельдфебель Прусської армії.

## Біографія
16 жовтня 1912 року вступив на військову службу до 176-го піхотного полку, але вже 14 листопада був звільнений.
Записавшись добровольцем до авіації, 4 лютого 1915 року був направлений в 4-й, а наприкінці березня — у 8-й запасний льотний дивізіон. 20 липня 1915 року отримав направлення в училище ескадри у Фрайбурзі, звідки його розподілили в 25-ту бомбардувальну ескадрилью 5-ї бомбардувальної ескадри. Зрештою Шепе потрапив 2 жовтня  1915 року в 26-ту бомбардувальну ескадру і 15 листопада був підвищений до єфрейтора. У цій авіачастині він здобув одну перемогу в парі зі своїм спостерігачем — лейтенантом Ценцінскі.
1 січня 1917 року переведений у 8-му охоронну ескадрилью. 27 січня Шепе став унтерофіцером, а 15 лютого отримав призначення в 5-ту винищувальну ескадрилью, де залишався до переведення 1 березня в 33-тю винищувальну ескадрилью.
Рахунок повітряних перемог Шепе точно не встановлений, і становить близько 14-18 перемог до кінця жовтня 1918 року.
Загинув у авіакатастрофі.

## Нагороди
- Залізний хрест 2-го і 1-го класу
- Нагрудний знак військового пілота (Пруссія) (5 січня 1917)